# Archenland
Archenland (también llamado Arquenlandia) es un reino que se ubica al sur de Narnia. Sus fronteras son formadas por montañas (al norte) y por el río Flecha Sinuosa (al sur). Su capital es el castillo localizado en Anvard, que permite el paso a Narnia.

## Geografía
Archenland es descrita como una nación montañosa que también posee una zona verde en gran parte abierta, con muchas especies de árboles, pero que estos no están lo suficientemente juntos como para formar un bosque. A pesar del desierto grande situado inmediatamente al sur de su territorio, Archenland no tiene un clima árido. La serranía, al norte, que divide Archenland de Narnia, incluye la Cabeza Tormentosa y el Monte Pire, punto más alto de este país.

## Historia
Según El caballo y el muchacho, que narra lo ocurrido en el mundo de Narnia catorce años después de los acontecimientos descritos en El león, la bruja y el armario, durante el reinado del Gran Rey Peter y sus hermanos (y un año antes del final del segundo libro en orden cronológico), Archenland es aliado de Narnia, y es habitado por seres humanos (en Narnia, por el contrario, la mayoría de los habitantes son animales parlantes). Fue por esta época que el príncipe Rabadash de Carlomen intentó, sin éxito, dominar Archenland como preludio a una invasión de Narnia.
Explorando los orígenes de esta tierra, según lo narrado en El sobrino del mago, el segundo hijo del Rey Frank (primer rey de Narnia) se convirtió en el primer rey de Archenland. Es más, el propio Aslan le había hecho saber de la existencia de Archenland al rey Frank antes de que él asumiera el reinado en Narnia.[cita requerida] Sin embargo, en la cronología dada por C.S. Lewis, se dice que el príncipe Col, hijo de Frank V de Narnia, fue el primer rey de Archenland, ya que según esta cronología, Archenland se fundó 180 años después de la creación del mundo y del reino de Narnia. A diferencia de Narnia, Archenland mantiene su línea de sucesión intacta (sin cambios de dinastías) al menos hasta el tiempo de El caballo y el muchacho, e incluso el personaje principal de este libro (Shasta) pertenece a la familia real de Archenland. Por último, este reino se mantuvo existente hasta el momento de La Última Batalla.